# Venezillo pongolae
Venezillo pongolae är en kräftdjursart som först beskrevs av Barnard 1937.  Venezillo pongolae ingår i släktet Venezillo och familjen Armadillidae. Inga underarter finns listade i Catalogue of Life.